# Franziska Hennes
Franziska Hennes (* 21. April 1992 in Homburg) ist eine deutsche Squashspielerin. Sie gewann zwischen 2013 und 2018 viermal die Deutschen Meisterschaften im Einzel und ist Mitglied der deutschen Squashnationalmannschaft.

## Leben
Hennes hat ihre Squash-Karriere im Alter von acht Jahren beim SRC Blieskastel-Homburg im früheren Tennis- und Squashcenter in Homburg begonnen. Später wurde sie Sportsoldatin bei der Bundeswehr und trainiert im Paderborner Squash-Leistungszentrum. Sie nahm mit der deutschen Nationalmannschaft an der Europameisterschaft und der Weltmeisterschaft 2012 teil. Auch bei den Europameisterschaften 2013, 2014, 2015, 2016, 2017 und 2018, sowie den Weltmeisterschaften 2014, 2016 und 2018 war sie Teil der deutschen Mannschaft. Zudem wurde sie vom Deutschen Squashverband zu den World Games 2013 und 2017 entsendet. Ihre bislang höchste Position in der Weltrangliste erreichte sie im Mai 2014 mit Rang 105.
Hennes startet für den Paderborner SC.

## Erfolge
- Europameisterin mit der U19-Mannschaft: 2009
- Deutsche Einzelmeisterin: 4 Titel (2013, 2014, 2017, 2018)